# Çaykur Rizespor
Çaykur Rizespor is een Turkse voetbalclub uit de stad Rize.
De club is opgericht in het jaar 1953. Rizespor speelt sinds 2009 zijn wedstrijden in het Çaykur Didistadion dat plaats biedt aan 15.332 supporters.

Rize ligt in de Zwarte Zeeregio.

## Geschiedenis

### Oprichting
Rizespor werd opgericht op 19 mei 1953 door Yakup Temizel, Atıf Taviloğlu, İsmet Bilsel, Yaşar Tümbekçioğlu en  Muharrem Kürkçü. In 1968 fuseerde de club met Güneşspor, Rizegücü en Fenergençlik. Vanaf dat moment werden de kleuren geel-groen. Geel staat voor citroen en sinaasappel die geproduceerd worden in de stad, groen komt van het theeblad op het logo van Rizespor. Rize is een kleine stad gelegen in het noordoosten van Turkije, waarvan de bevolking van de stad grotendeels afhankelijk is van kleine familietheeplantages. Officieel heet de club Rizespor, maar sinds tientallen jaren is de grote theefabriek Çaykur de hoofdsponsor van de club en de club draagt dan ook al enkele jaren tevens de naam van deze grote theefabriek: Çaykur Rize. 

### De jaren 70 - Eerste successen
In het seizoen 1970-71 mag de club uitkomen in de 3. Lig. In 1974 promoveert de club vandaar naar het 2. Lig wat de tweede hoogste divisie is van het land. Ook in het seizoen 1978-1979 promoveert de club. Deze keer promoveert Rizespor naar de Süper Lig en mag zo dus sinds het oprichting voor het eerst in het hoogste divisie van het land uitkomen.

### De jaren 80 - Pieken en dalen
Uiteindelijk in 1981 degradeert de club terug naar het 1. Lig. De club blijft daar 4 jaar spelen en promoveert dan in 1985 terug naar het Süper Lig. In het seizoen 1985-1986 wordt de club 15de in de competitie en bleef zo dus nipt in de hoogste divisie. In het seizoen 1986-87 eindigt de club de competitie op een 13de plaats in de rangschikking. In 1987-1988 wordt Rizespor 16de van de 19 teams en zal zo dus voor de tweede keer net niet degraderen. In 1988-1989 degradeert de club terug naar de tweede divisie. De club eindigde op een 16de plaats en zal zo dus voor de tweede keer sinds de oprichting degraderen. In het seizoen 1989-90 terug in de tweede divisie eindigt de club de competitie deze keer op een 3de plaats, en mag zo het komende seizoen terug uitkomen in de 1. Lig.

### De jaren 90
In het seizoen 1991/92 komt de club uit in de 1.Lig. In 1993 degradeert de club van daar naar de 2. Lig. Het jaar erna promoveert de club terug naar de 1. Lig. In het seizoen 1994/95 wordt de club vierde in die competitie. In 1995/96 eindigt de club op een vijfde plaats in de rangschikking. In het seizoen 1996/97 wordt de club negende geplaatst van de tien ploegen op de rangschikking, en doet zo dus slecht werk dat seizoen. Na dit slechte seizoen maakte Rizespor het het volgende seizoen iets beter. De club eindigde op een tweede plaats en mocht zo play-offs spelen om te promoveren naar de Süper Lig. In de play-offs eindigde de club op een achtste plaats, en bleef zo dus in de tweede divisie van het land. Ook in het seizoen 1998/99 mag de club play-offs spelen voor de Süper Lig. De club wordt eerste in zijn reeks met 36 punten. In de finale verliest Rizespor dan toch tegen Göztepe Izmir met een 0-1 score. In het seizoen 1999-2000 werd de club weer eerste en mocht zo weer de play-offs gaan spelen. In de kwartfinales schakelt Rizespor Gaziantep BB uit met een 6-2-eindstand. In de halve finales werd ook Aydınspor verslagen. Het werd 4-1 en in de finale mocht Rizespor het opnemen tegen Diyarbakırspor. Rizespor won tegen Diyarbakırspor en mocht zo na lange tijd in de tweede divisie gespeeld te hebben promoveren naar de hoogste divisie van het land.

### 2000-2007
In het seizoen 2000-2001 wordt de club als 9de geplaatst in de rangschikking van de Süper Lig. Het seizoen daarna in 2002 degradeert de club omdat het eindigde op een 16de plaats. Zo komt de club na twee jaar tijd terug uit in de 1. Lig. In het seizoen 2002-2003 wordt de club tweede achter Konyaspor en mag zo dus direct terug promoveren naar het Süper Lig. Ook deed de club het die seizoen goed in de beker. De club bereikte de halve finales. Daar verloor Rizespor uiteindelijk van Gençlerbirliği met een 1-2-eindstand. In het seizoen 2003-04 wordt de club 14de met 42 punten. Dit was 2 punten meer dan Bursaspor dat dat seizoen degradeerde. Maar ook dit seizoen deed Rizespor goed werk in het Turkse beker. In de 3de ronde wist de club tegen Galatasaray SK met 5-0 te winnen, en plaatste zich zo dus naar de kwartfinales. Daar verloor het tegen Fenerbahçe SK met een 2-4 score. In het seizoen 2004-2005 wordt de club als 10de geplaatst in de rangschikking. Het seizoen daarna eindigt de club de competitie op een 9de plaats. In 2006-2007 werd de club 15de van de 18 teams en degradeerde zo net niet terug naar de tweede divisie.

### 2007-heden
In het seizoen 2007-2008 degradeerde de club naar de 1. Lig. In de Turkse beker deed de club het wel beter. Rizespor werd eerste in de groepsfases en plaatste zich zo voor de kwartfinales. Daar schakelde Rizespor zijn sterke tegenstander Beşiktaş JK uit. In de halve finale verloor de club uiteindelijk van Kayserispor. In het seizoen 2008-2009 werd de club negende op de rangschikking. Het jaar daarna degradeerde de club net niet naar de 2. Lig. De club werd vijftiende van achttien ploegen met maar twee punten meer dan het degraderende Hacettepe SK. In het seizoen 2010/11 werd de club vierde en mocht dus spelen in de play-offs. In de halve finale speelde Rize uit tegen Orduspor. Die wedstrijd werd verloren met 4-0, en bij de spelers en supporters was de hoop om naar de Süper Lig te gaan eigenlijk toen al over. De week daarna moesten ze thuis tegen deze club, en deze wedstrijd eindigde op een 3-3-gelijkstand. Orduspor won in de finale en was de derde ploeg die dat seizoen naar de Süper lig mocht gaan. In 2011-12 werd de club derde en mocht zich weer klaarmaken voor de play-offs. De club verloor deze keer tegen Adanaspor met scores van: 3-1 en 0-1. In het seizoen 2012-2013 werd de club tweede in de competitie en promoveerde zo terug naar de Süper Lig. Medio 2017 degradeerde het team naar de TFF 1.Lig na een 1-0 thuisoverwinning op Alanyaspor. Door de 1-2 uitoverwinning op Trabzonspor van concurrent Bursaspor was deze zege onvoldoende.

## Algemeen

### Het Rize Şehirstadion
De thuisbasis van de club is sinds 2009 het Yeni Rize Şehirstadion. Dit stadion heeft een capaciteit van 15.485 zitplaatsen. Dit stadion werd ook gebruikt tijdens het WK U-20 in 2013. Eerder speelde Rizespor zijn thuiswedstrijden in het Rize Atatürkstadion, dat een capaciteit had van 10.000 zitplaatsen.

### Supporters
De club heeft meerdere supportersgroepen. De bekendste groep zijn de Rotasızlar, die zijn opgericht in 2006 door extreemrechtse supporters. Ook heeft de club twee andere supportersgroepen. Deze zijn de Derebeyler en de GÖÇEBE. De oprichter van het groep Göçebe is Emre Genç. En de oprichter van Derebeyler is Osman Mete. Deze drie groepen zijn allemaal op een aparte tribune te vinden in het stadion.

## Rizespor in Europa
#R = #ronde,  PUC = punten UEFA coëfficiënten 
| Seizoen            | Competitie               | Ronde            | Land      | Club      | Score | PUC |
| ------------------ | ------------------------ | ---------------- | --------- | --------- | ----- | --- |
| Intertoto Cup 2001 |                          |                  |           |           |       |     |
| 2R                 | Vlag van Noord-Macedonië | FK Pobeda Prilep | 1 - 2 (U) | 0 - 2 (T) | 1 - 4 | 0.0 |

## Bekende (ex-)spelers
Turken
- Eren Albayrak
- Mehmet Yozgatlı
- Volkan Ünlü
- Ferdi Elmas
- Kemal Aslan
- Özgürcan Özcan
- Ahmet İlhan Özek
- Yasin Çakmak
- Suat Usta
- Hakan Ünsal
- Erhan Şentürk

Albanezen
- Klodian Duro

Amerikanen
- Freddy Adu

Belgen
- Engin Bekdemir
- Nill De Pauw

Congolezen (Congo-Kinshasa)
- Yannick Bolasie
- Lomana LuaLua
- Cédric Makiadi

Egyptenaars
- Ayman Abdelaziz

Engelsen
- Jonjo Shelvey

Finnen
- Joel Pohjanpalo

Fransen
- Ibrahim Ba
- Teddy Chevalier

Kameroens
- Nicolas Alnoudji
- Souleymanou Hamidou
- Charles Itandje
- Léonard Kweuke

Kazachen
- David Loria

Namibiërs
- Razundara Tjikuzu

Nederlanders
- Tarik Divarci

Noord-Ieren
- Kyle Lafferty

Oostenrijkers
- Ümit Korkmaz

Slovenen
- Dragan Jelič

Slowaken
- Filip Holosko

## Verbonden aan Rizespor

### Voorzitters
Dit is een lijst van voorzitters van Rizespor sinds de heroprichting in 1968.
- Bahattin Coşkun (1968- 1973)
- Reşat Uçak (1973- 1975)
- Mustafa Zeki Rakıcıoğlu (1975- 1978)
- Köksal Mataracı (1978- 1978)
- Nuri Akbulut (1978- 1980)
- Paşa Ali Alaman (1980- 1981)
- Nuri Akbulut (1981- 1981)
- Ali Rıza Feyiz (1981 - 1983)
- Hasan Kemal Yardımcı (1984 - 1984)
- Fehmi Ekşi (1985 - 1985)
- Servet Takış (1986 - 1986)
- M. Turgut Yılmaz (1987 - 1988)
- Şadan Tuzcu (1988 - 1989)
- Şeref Keçeli (1989 - 1989)
- Ahmet Akyıldız (1989 - 1990)
- Muharrem Kürkçü (1990 - 1990)
- Hamit Oral (1990 - 1990)
- Hasan Basri Çillioğlu (1990 - 1991)
- Nejat Ural (1991 - 1992)
- Süreyya Turgut (1992 - 1992)
- Tuncer Ergüven (1992 - 1995)
- Ruşen Kukul (1995 - 1995)
- Tuncer Ergüven (1995 - 1995)
- İsmail Topçu (1995 - 1996)
- Ali Baba Çillioğlu (1996 - 1996)
- Cemal Aydoğdu (1996 - 1996)
- Mehmet Cengiz (1996 - 1997)
- Mehmet Hikmet Aslankaya (1997 - 1998)
- Mehmet Cengiz (1998 -  2002)
- Ekrem Cengiz (2002 -  2007)
- Abdülkadir Çakır (2007 - 2009)
- Halim Mete (2009- 2013)
- Metin Kalkavan (sinds 2013)